# جيردي شوتن
جيردي شوتن (بالهولندية: Jerdy Schouten)‏ (12 يناير 1997 بهيليفوتسلاوس في هولندا - ) هو لاعب كرة قدم هولندي في مركز الهجوم.

## روابط خارجية
- جيردي شوتن على موقع الاتحاد الأوربي (الإنجليزية)
- جيردي شوتن على موقع قاعدة بيانات كرة القدم.إي يو (الإنجليزية)
- جيردي شوتن على موقع ليكيب (الفرنسية)
- جيردي شوتن على موقع ناشيونال فوتبول تيمز (الإنجليزية)
- جيردي شوتن على موقع Soccerway.com (الإنجليزية)
- جيردي شوتن على موقع عالم كرة القدم.نت (الإنجليزية)